# جیووانی زوکا
جیووانی زوکا (انگلیسی: Giovanni Zucca؛ زادهٔ ۱۱ دسامبر ۱۹۰۷) بازیکن فوتبال اهل ایتالیا است.
از باشگاه‌هایی که در آن بازی کرده‌است می‌توان به باشگاه فوتبال سمپدوریا و باشگاه فوتبال آ.اس. رم اشاره کرد.